# 希克斯城 (密蘇里州)
希克斯城（英語：Hicks City）是位於美國密蘇里州傑克遜縣的非建制地區。

## 歷史
希克斯城的郵局於1872年設立，其後於1906年停運。

## 地理
希克斯城所處的海拔為高於海平面321米（即1053英呎），而該地所採用的時區為UTC-6，即北美中部時區（CST）。同時該地設有夏令時間，為UTC-6調快一小時，即UTC-5（CDT）。